# Arconce
Die Arconce ist ein Fluss in Frankreich, der im Département Saône-et-Loire, in der Region Bourgogne-Franche-Comté verläuft. Sie entspringt an der Gemeindegrenze von Mary und Gourdon, etwa 7 Kilometer südöstlich von Montceau-les-Mines. Die Arconce entwässert gut drei Viertel ihres Laufes Richtung Südwest, durch die Landschaften des Charolais und des Brionnais, dreht dann bei Anzy-le-Duc plötzlich auf Nord und mündet nach rund 99 Kilometern im Gemeindegebiet von Varenne-Saint-Germain als rechter Nebenfluss in die Loire.

## Orte am Fluss
- Marizy
- Viry
- Charolles
- Saint-Didier-en-Brionnais
- Anzy-le-Duc
- Montceaux-l’Étoile
- Saint-Yan
- Varenne-Saint-Germain